# Hamann-Quartett
Das Hamann-Quartett war ein deutsches Streichquartett. Es ist benannt nach Bernhard Hamann, dem Gründer des Quartetts. 
Zu diesem Instrumentalquartett aus Hamburg gehörten außer Bernhard Hamann, der die 1. Violine spielte, Fritz Köhnsen (2. Violine), Fritz Lang (Viola) und Siegfried Palm (Violoncello). Siegfried Palm war von 1950 bis 1962 Mitglied des Hamann-Quartetts. 1963 spielte das Quartett die Uraufführung des 1962 entstandenen Streichquartett II (Quartetto lirico) des Komponisten Walter Steffens.